# Ung Kỷ
Ung Kỷ (chữ Hán: 雍己, trị vì: 1649 TCN-1638 TCN), tên thật Tử Điền (子佃) hoặc Tử Trụ (子伷), là vua thứ tám nhà Thương trong lịch sử Trung Quốc.

## Thân thế
Ung Kỷ là con thứ của Thái Canh (太庚) – vua thứ sáu nhà Thương và là em của Tiểu Giáp (太庚) – vua thứ bảy nhà Thương. Khoảng năm 1650 TCN, Tiểu Giáp qua đời, Ung Kỷ lên nối ngôi.

## Trị vì
Trong thời gian Ung Kỷ ở ngôi, chính trị nhà Thương sút kém, có chư hầu không đến triều cống.
Khoảng năm 1638 TCN, Ung Kỷ qua đời. Ông ở ngôi tất cả 12 năm. Em ông là Thái Mậu (太戊) lên nối ngôi .
Giáp cốt văn khai quật tại Ân Khư ghi ông là vua thứ tám của nhà Thương kế nghiệp Thái Mậu, được đặt tên sau khi chết là Lữ Kỷ (吕己) và được nối ngôi bởi cháu là Trọng Đinh (中丁) .